# Dardurus silvaticus
Dardurus silvaticus is een spinnensoort in de taxonomische indeling van de nachtkaardespinnen (Amaurobiidae).
Het dier behoort tot het geslacht Dardurus. De wetenschappelijke naam van de soort werd voor het eerst geldig gepubliceerd in 1976 door Hugh Davies.